# Freisa

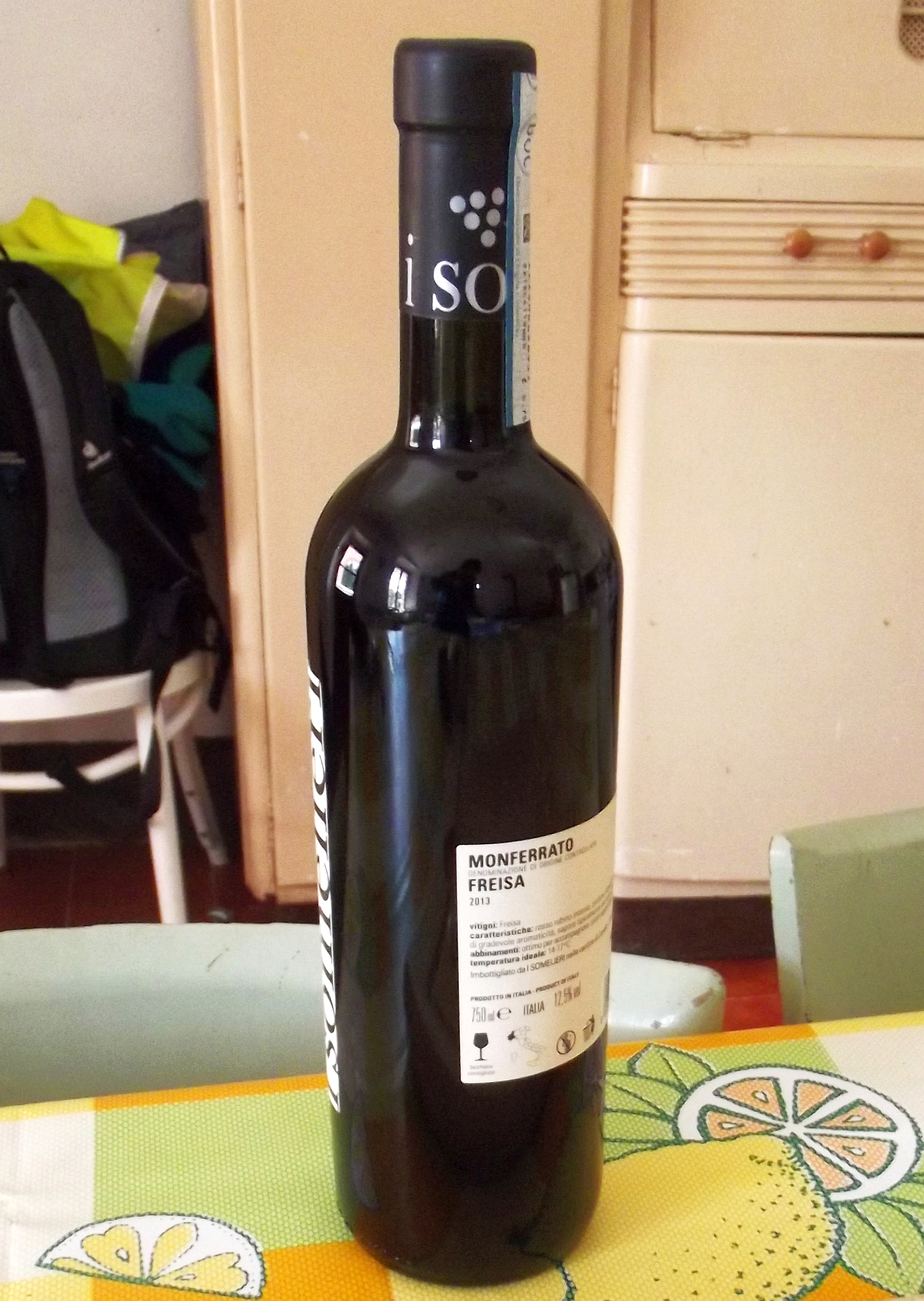

La freisa est un cépage de cuve à baies noires. C'est un des plus anciens et des plus importants cépages du Piémont.
Il est également appelé fresia par Pierre Viala et fresa par Victor Pulliat.
Il développe généralement des vins aux  arômes de framboise et légèrement pétillants. Le cépage peut donner aussi des vins secs avec une acidité assez élevée.

## Origine et répartition géographique
Les sources attribuent la première mention de ce cépage à un document datant de 1517 et faisant référence à des droits de douane à Pancalieri, commune située à une trentaine de kilomètres au sud de Turin, et à la zone de production historique sur les collines voisines de Turin, sur la commune de Chieri.
Des études ADN effectuées par Anna Schneider et José Vouillamoz au CNR à Turin ainsi qu'à l'université de Californie à Davis ont montré que le Nebbiolo est directement apparenté à la Freisa alors que la Freisa, pour sa part, est un descendant du Viognier.
Il est classé cépage d'appoint en DOC Freisa d'Asti, Freisa di Chieri, Colli Tortonesi, Gabiano, Breganze, Barbera del Monferrato, Grignolino del Monferrato Casalese et Pinerolese. 
Il est classé recommandé dans les régions du Piémont et de la Vallée d'Aoste ainsi que dans les provinces de Milan et Vicence et autorisé en province de Varèse et province de Pavie. En 1998, il couvrait 2 018 ha. On en trouve aussi quelques petites plantations en Argentine.

## Caractères ampélographiques
- Extrémité du jeune rameau duveteux blanc.
- Jeunes feuilles aranéeuses, vert clair à bords rougâtres.
- Feuilles adultes, à 5 lobes avec des sinus latéraux  supérieurs très profonds, un sinus pétiolaire largement ouvert en U, des dents ogivales étroites, un limbe glabre avec souvent les nervures pubescentes.

## Aptitudes culturales
La maturité est de troisième époque tardive : 35 jours après le chasselas.

## Potentiel technologique
Les grappes et les baies sont de taille moyenne. La grappe est cylindrique, allongée et peu ailée. Le cépage est de bonne vigueur et d'une bonne production régulière. Il est sensible à l'oïdium mais peu attaqué par le mildiou.
Il donne des vins secs, un peu âpres et parfois acides et tanniques.

## Synonymes
Le freisa est connu sous les noms de fessietta, freisa di chieri, fresa, frescia, frezia, monfra, monferrina, monfreisa, spanna monferrina, spannina.
Localement, on distingue les sous-variétés freisa piccola et freisa grossa.